# Tule Station
Tule Station era un insediamento nella contea di Inyo in California. Si trovava sulla sponda ovest del Lago Owens a 2 miglia (3,2 km) sud sudest di Cerro Gordo Landing.